# La vie est un roman
Pour plus de détails, voir Fiche technique et Distribution.
La vie est un roman est un film français réalisé par Alain Resnais, sorti le 20 avril 1983.

## Synopsis
En 1919, dans son château situé dans la forêt des Ardennes, le comte Forbek propose à ses invités une expérience qui doit les conduire à un état de bonheur permanent. Le prix à payer est un enfermement total, l'oubli du passé et une rééducation des sens, en sélectionnant tout ce qui est harmonieux. Mais l'amour-passion incarné par Fanny Ardant fait exploser ce modèle.
En 1982, le même château est devenu un collège expérimental. Un colloque de chercheurs s'y réunit pour préciser les méthodes et moyens d'une éducation de l'imagination. 
Au même moment, trois enfants s'inventent un conte moyenâgeux, dans lequel un prince vaillant triomphe d'un tyran pour le bonheur de son peuple.

## Autour du film
La vie est un roman se présente sous forme de trois récits imbriqués, dans la lignée des films multiples de Resnais qui abordent de façon ironique et ludique des thèmes profonds, comme la recherche du bonheur et de l'amour, l'éducation des enfants et le respect de leur imagination.
Le scénariste Jean Gruault résume ainsi le film: « Le rêve de Forbek, c'est le récit noble, hugolien ; le colloque, c'est la représentation du quotidien ; et les temps légendaires, c'est la féerie. »
Par ailleurs, ce film comporte des chœurs et des parties chantées, tendres et ironiques, qui créent un décalage. Peu aimée du public de l'époque, cette forme annonce pourtant On connaît la chanson qui lui, sera largement apprécié.

## Fiche technique
- Titre : La vie est un roman
- Réalisation : Alain Resnais, assisté de Florence Malraux, Guy Pinon et Jean Léon
- Scénario, Adaptation et Dialogue : Jean Gruault
- production : Soprofilms, Films A2, Fideline-Films, les Films Ariane, Filmédis
- Producteur : Philippe Dussart
- Directeur de production : Jean Lara
- Musique : Philippe-Gérard
- Photographie : Bruno Nuytten
- Montage : Jean-Pierre Besnard et Albert Jurgenson
- Décors : Enki Bilal et Jacques Saulnier
- Son : Pierre Lenoir
- Pays de production :  France
- Format : Couleur Eastmancolor et Fujicolor — 1,37:1 — Monophonique — 35 mm
- Distribution : A.A.A et Soprofilms Distribution
- Genre : Comédie dramatique
- Durée : 110 minutes
- Début du tournage le 24 août 1982[réf. nécessaire]
- Date de sortie : 
  - France: 20 avril 1983

## Distribution
- Vittorio Gassman : Walter Guarini
- Ruggero Raimondi : le Comte Michel Forbek
- Geraldine Chaplin : Nora Winkle
- Fanny Ardant : Livia Cerasquier
- Pierre Arditi : Robert Dufresne
- Sabine Azéma : Élisabeth Rousseau
- Robert Manuel : Georges Leroux
- Martine Kelly : Claudine Obertin
- Samson Fainsilber : Zoltán Forbek
- Véronique Silver : Nathalie Holberg
- André Dussollier : Raoul Vandamme
- Guillaume Boisseau : Frédéric
- Sabine Thomas : Marie
- Bernard-Pierre Donnadieu : le maître d'école
- Rodolphe Schacher : Pierre
- Jean-Louis Richard : Le père Jean Vatelet
- Lucienne Hamon : Juliette Vatelet
- Francine Bergé : Une adepte du bonheur
- Caroline Sihol : L'autre adepte du bonheur
- Jean-Michel Dupuis : Un participant au colloque
- Françoise Morhange : Une participante au colloque
- Jean-Louis Rolland : Un participant au colloque
- Marc Adjadj
- Jérôme Anger
- Jean-Claude Arnaud
- Bérangère Bonvoisin
- Robert Cantarella
- Jean-Claude Corbel
- Eve Cotton
- Yann Dedet
- Jean-Pierre Dravel
- Valérie Dréville
- Flavie Ducorps
- Serge Feuillard
- Marie Garcin
- François-Eric Gendron
- Marjorie Godin
- François Guétary
- Hervé Hiolle
- Louis Julien
- Pierre Julien
- Chantal Ladesou
- Philippe Laudenbach
- Noëlle Leiris
- Jean-Pierre Lituac
- Carole Lixon
- Pierre Londiche
- Janine Magnan
- Fabienne Mai
- Madette Marion
- Antoine Mikola
- Michel Muller
- Valérie Pascale
- Hélène Patarot
- Guylaine Péan
- Odile Poisson
- Luc Ponette
- Françoise Rigal
- Marie Rivière
- Violetta Sanchez
- Laurent Spielvogel
- Valérie Stroh
- Nicolas Tronc

## Distinctions
- Nomination au César du meilleur second rôle féminin (Sabine Azéma) et meilleurs décors (Jacques Saulnier) en 1984.